# チオアセトアミド
チオアセトアミド（Thioacetamide）は有機化合物である。この白色結晶性固体は、水溶液にして基質と反応させた後加水分解させるとその硫化物を生じるため、有機、無機合成において猛毒の硫化水素に代わってよく使われる。また、チオアミドの一つでもある。

## 配位化学
チオアセトアミドは、古典的定性分析で使われる硫化水素の供給源である。よって、チオアセトアミド水溶液と多くの金属カチオンはそれぞれ対応する硫化物を作る。
M2+  +  CH3C(S)NH2  +  H2O   →   MS  +  CH3C(O)NH2  +  2 H+  (M = Ni, Pb, Cd, Hg)
関連した沈殿は軟らかい3価のカチオン（As3+, Sb3+, Bi3+）と1価カチオン（Ag+, Cu+）で起こる。

## 合成
チオアセトアミドは次の式のようにアセトアミドと五硫化二リンから作られる。
CH3C(O)NH2  +  1/4 P4S10   →   CH3C(S)NH2  +  1/4 P4S6O4

## 構造
分子のC2NH2Sの部分は平面構造で、C-SとC-N間の距離は1.713 と 1.324 Åである。これは両方が多重結合（π共役系）であることを示している。

## 安全性
チオアセトアミドの発癌性はグループ2Bである。